# Ferrari FX
La Ferrari FX è una concept car sportiva che è stata costruita dalla casa automobilistica italiana Ferrari nel 1995. È stata fabbricata per soddisfare la richiesta di Hassanal Bolkiah, sultano del Brunei.

## Profilo e tecnica
Montava il motore a dodici cilindri contrapposti della Testarossa, ed aveva una trasmissione con cambio sequenziale a 7 rapporti derivante dalla Formula 1, più precisamente dalla Williams e dalla BMW. Il propulsore aveva una cilindrata di 4943 cm³ con una potenza erogata di 440 CV.
Solo sette esemplari furono costruiti, sei dei quali spediti alla Famiglia Reale del Brunei. Dick Marconi acquistò il veicolo numero quattro dalla Williams prima che venisse spedito in Brunei ed ora è mostrato al “Museo Marconi” di Tustin, in California.